# San Cesario di Lecce
San Cesario di Lecce – miejscowość i gmina we Włoszech, w regionie Apulia, w prowincji Lecce.
Według danych na rok 2004 gminę zamieszkiwało 7356 osób, 1050,9 os./km².